# Cescau (Ariège)
 Cescau  es una población y comuna francesa, en la región de Mediodía-Pirineos, departamento de Ariège, en el distrito de Saint-Girons y cantón de Castillon-en-Couserans.

## Demografía
| 125 | 117 | 100 | 106 | 90 | 105 |
| Para los censos de 1962 a 1999 la población legal corresponde a la población sin duplicidades (Fuente: INSEE [Consultar]) |     |     |     |    |     |